# Tverrdalsøya
58°33′49.230″N 8°59′12.502″Ø / 58.56367500°N 8.98680611°Ø
Tverrdalsøya er en ø i Arendal kommune i Agder fylke i Norge. Den ligger lige nord for Flostaøya og var en del af den tidligere Flosta kommune. På øens sydlige del ligger byen Kilsund. 
Øen ligger mellem Eikelandsfjorden i vest og Oksefjorden i øst. Det højeste punkt på øen er Bronheiene på 70 meter over havet. 